# Łoże górne
Łoże górne – element łoża działa wykonany jako odlew stalowy, służący do osadzenia zespołu podniesieniowego.
Z łożem górnym związane są również inne elementy działa, takie jak: mechanizm podniesieniowy, mechanizm kierunkowy, tarcza ochronna. Łoże połączono obrotowo z łożem dolnym i wraz z zespołem podniesieniowym tworzy zespół kierunkowy działa, który umożliwia naprowadzenie lufy w płaszczyźnie poziomej.